# 네이선 조지
네이선 조지(Nathan George, 1936년 7월 27일 ~ 2017년 3월 3일)은 미국의 배우이다.
뉴욕에서 사망하였다.

## 도서
- Mr. George Jean Nathan Presents